# Metacordyceps yongmunensis
Metacordyceps yongmunensis är en svampart som beskrevs av G.H. Sung, J.M. Sung & Spatafora 2007. Metacordyceps yongmunensis ingår i släktet Metacordyceps och familjen Clavicipitaceae.   Inga underarter finns listade i Catalogue of Life.